# Rainworth
Rainworth is een civil parish in het bestuurlijke gebied Newark and Sherwood, in het Engelse graafschap Nottinghamshire met 6315 inwoners.